# NBA All-Star Game 1961
L'NBA All-Star Game 1961, svoltosi a Syracuse, vide la vittoria finale della Western Division sulla Eastern Division sulla per 153 a 131.
Oscar Robertson, dei Cincinnati Royals, fu nominato MVP della partita.

## Squadre

### Western Division
| Western Division  |                    |     |     |     |     |     |     |     |     |
| Giocatore         | Squadra            | MIN | FGM | FGA | FTM | FTA | RIM | AST | PT  |
| Elgin Baylor      | Los Angeles Lakers | 27  | 3   | 11  | 9   | 10  | 10  | 4   | 15  |
| Clyde Lovellette  | St. Louis Hawks    | 31  | 10  | 19  | 1   | 1   | 10  | 3   | 21  |
| Bob Pettit        | St. Louis Hawks    | 32  | 13  | 22  | 3   | 7   | 9   | 0   | 29  |
| Gene Shue         | Detroit Pistons    | 23  | 6   | 10  | 3   | 4   | 3   | 6   | 15  |
| Oscar Robertson   | Cincinnati Royals  | 34  | 8   | 13  | 7   | 9   | 9   | 14  | 23  |
| Wayne Embry       | Cincinnati Royals  | 8   | 2   | 4   | 0   | 0   | 3   | 0   | 4   |
| Walter Dukes      | Detroit Pistons    | 17  | 3   | 6   | 2   | 2   | 4   | 1   | 8   |
| Bailey Howell     | Detroit Pistons    | 16  | 5   | 10  | 3   | 4   | 3   | 3   | 13  |
| Cliff Hagan       | St. Louis Hawks    | 13  | 0   | 2   | 2   | 2   | 2   | 0   | 2   |
| Jerry West        | Los Angeles Lakers | 25  | 2   | 8   | 5   | 6   | 2   | 4   | 9   |
| Rod Hundley       | Los Angeles Lakers | 14  | 6   | 10  | 2   | 2   | 0   | 2   | 14  |
| Totale            |                    | 240 | 58  | 115 | 37  | 47  | 55  | 37  | 153 |
| All. Paul Seymour | St. Louis Hawks    |     |     |     |     |     |     |     |     |

MIN: minuti. FGM: tiri dal campo riusciti. FGA: tiri dal campo tentati. FTM: tiri liberi riusciti. FTA: tiri liberi tentati. RIM: rimbalzi. AST: assist. PT: punti

### Eastern Division
| Eastern Division  |                       |     |     |     |     |     |     |     |     |
| Giocatore         | Squadra               | MIN | FGM | FGA | FTM | FTA | RIM | AST | PT  |
| Tom Heinsohn      | Boston Celtics        | 19  | 2   | 16  | 0   | 0   | 6   | 1   | 4   |
| Dolph Schayes     | Syracuse Nationals    | 27  | 7   | 15  | 7   | 7   | 6   | 3   | 21  |
| Wilt Chamberlain  | Philadelphia Warriors | 38  | 2   | 8   | 8   | 15  | 18  | 5   | 12  |
| Bob Cousy         | Boston Celtics        | 33  | 2   | 11  | 0   | 0   | 3   | 8   | 4   |
| Richie Guerin     | New York Knicks       | 15  | 3   | 8   | 5   | 6   | 0   | 2   | 14  |
| Paul Arizin       | Philadelphia Warriors | 17  | 6   | 12  | 5   | 6   | 2   | 1   | 17  |
| Willie Naulls     | New York Knicks       | 16  | 4   | 6   | 0   | 1   | 6   | 2   | 8   |
| Larry Costello    | Syracuse Nationals    | 5   | 1   | 2   | 0   | 0   | 0   | 0   | 2   |
| Bill Russell      | Boston Celtics        | 28  | 9   | 15  | 6   | 8   | 11  | 1   | 24  |
| Tom Gola          | Philadelphia Warriors | 25  | 6   | 13  | 2   | 4   | 5   | 3   | 14  |
| Hal Greer         | Syracuse Nationals    | 18  | 7   | 11  | 0   | 0   | 6   | 2   | 14  |
| Totale            |                       | 240 | 49  | 117 | 33  | 47  | 63  | 28  | 131 |
| All. Red Auerbach | Boston Celtics        |     |     |     |     |     |     |     |     |

MIN: minuti. FGM: tiri dal campo riusciti. FGA: tiri dal campo tentati. FTM: tiri liberi riusciti. FTA: tiri liberi tentati. RIM: rimbalzi. AST: assist. PT: punti